# 18 jaar
18 jaar is een lied van de Nederlandse zanger Marco Borsato. Het werd in 2017 als single uitgebracht en stond in hetzelfde jaar als vijfde track op het album Thuis.

## Achtergrond
18 jaar is geschreven door John Ewbank, Gordon Groothedde, Matt Simons en Chris Ayer en geproduceerd door Ewbank en Groothedde. Het is een lied uit het genre nederpop. In het lied zingt de artiest over hoe hij en zijn geliefde elkaar als 18-jarigen ontmoetten en een relatie aangingen, hoe de mensen om hun heen vonden dat zij veel te jongen waren om een relatie aan te gaan en hoe zijn ondanks alle kritiek later nog steeds bij elkaar zijn en van elkaar houden.
De bijbehorende videoclip is opgenomen in verschillende plekken in Zeeland door productiebedrijf Set Vexy in 's-Heer Arendskerke. In de muziekvideo zijn twee jonge kinderen te zien die elkaar ontmoeten en een relatie aangaan. Vervolgens groeien ze op en zie je ze in de clip met elkaar trouwen.

## Hitnoteringen
De zanger had weinig succes met het lied in de Nederlandse hitlijsten. Er was geen notering in de Single Top 100 en ook de Top 40 werd niet bereikt. Bij laatstgenoemde was er wel de dertiende positie in de Tipparade.